# Christian Grimm
Christian Grimm (Frankenthal, 1987. február 4. –) német labdarúgó, az FC Homburg középpályása.